# Valiergues
Valiergues är en kommun i departementet Corrèze i regionen Nouvelle-Aquitaine i de centrala delarna av Frankrike. Kommunen ligger  i kantonen Ussel-Est som tillhör arrondissementet Ussel. År 2022 hade Valiergues 151 invånare.

## Befolkningsutveckling
Antalet invånare i kommunen Valiergues
Referens:INSEE